# 前度
《前度》是2010年上映的一部香港電影，改編自麥曦茵的同名小說。由麥曦茵執導，鍾欣潼、陳偉霆、衞詩雅領銜主演。本片獲選為第34届香港國際電影節閉幕電影。讲述的是两对青年恋人间错综复杂的感情纠葛。
根據《電影檢查條例》，本片列為青少年及兒童不宜（IIB）。

## 概要
|            | 戀愛超過一次的人，分了手的人，屬於過去的人；畢竟都是我們愛過的 |
| ——《前度》 |                                                                |

## 角色

### 主要角色
- 鍾欣潼 飾 周怡
- 陳偉霆 飾 陳均平
- 衛詩雅 飾 戴佩詩

### 其他角色
- 曾國祥 飾 阿蘇
- 周俊偉 飾 阿樹
- 向佐 飾 阿升
- 杜汶澤 飾 醫生
- 林二汶 飾 包租婆
- 恬妞 飾 周怡媽媽
- 吳浩康 飾 戴佩詩前度

## 配樂

### 主題曲
- There's No Such Thing（林二汶）

### 插曲
- You Are In Everything I Do（黄靖）
- 青春（at17）
- After All（林二汶）
- Little Girl in the World (at 17)

## 幕後製作
- 導演：麥曦茵
- 監製：杜汶澤
- 剪接：葉婉婷
- 策劃：尹志文
- 製片：彭力威
- 出品人：利雅博
- 燈光師：謝家豪
- 製片經理：梁維安
- 製作總監：王日平
- 攝影指導：柯星沛
- 攝影：張頴
- 美術指導：張兆康
- 原創音樂：林二汶
- 出品公司：英皇娛樂
- 代理出品公司：金牌大風（台灣）

## 獎項及殊榮
- 獲選為第34届香港國際電影節閉幕電影
- 入圍第47屆金馬獎最佳改編劇本

## 外部連結
- 《前度》電影官方網站 （页面存档备份，存于）
- Yahoo奇摩電影上《前度》的資料（繁體中文）
- MSN娛樂上《前度》的資料（繁體中文）

- 開眼電影網上《前度》的資料（繁體中文）
- 豆瓣电影上《前度》的資料 （简体中文）
- 时光网上《前度》的資料（简体中文）
- AllMovie上《前度》的资料（英文）
- 爛番茄上《前度》的資料（英文）
- 香港影庫上《前度》的資料（繁體中文）
- 互联网电影数据库（IMDb）上《前度》的资料（英文）